# Ángel Bravo
Ángel Alfonso Bravo Urdaneta (Maracaibo, 4 de agosto nacido 1942)  es un exbeisbolista venezolano que se desempeñaba como Jardinero central las Grandes Ligas y en LVBP. Esté firmó con los Chicago White Sox como agente libre amateur en la temporada de 1963, y jugado para los White Sox (1969), Cincinnati Reds (1970–1971) y San Diego Padres (1971).
Bravo tuvo un promedio en las mayores de .248 (54-en-218) con un cuadrangular y 12 Carrera impulsada, incluyendo 26 carreras, siete triples, tres dobles, y dos Robo de base en 149 partidos jugados.
Bravo jugó durante 18 zafras en la pelota local, 15 de ellas con los salados entre 1963 y 1980. Es el líder de todos los tiempos del equipo en los apartados de juegos (789), turnos (2.855), anotadas (447), triples (32) y robos (112); mientras que en el departamento vitalicio de hits (829) escolta a Luis Salazar (834).

## Puntos destacados

### Ligas menores
Midwest League dejó un porcentaje de fildeo de .973 cuando jugaba para los Clinton C-Sox en 1964
Southern League dejó un porcentaje de fildeo de .995 cuando jugaba para los Evansville White Sox en 1967
Pacific Coast League dejó un promedio de bateo de .342 cuando jugaba para los Tucson Toros en 1969

### Grandes Ligas
Pego su único Home Run el 12 de septiembre de 1969, contra el lanzador Lew Krausse, Jr. En el estadio Comiskey Parque

### LVBP
Jugó 18 Temporadas en la Liga Venezolana de Béisbol Profesional. Bravo sigue siendo líder en compromisos disputados con los Tiburones de La Guaira. El oriundo del Municipio Santa Rita, Estado Zulia - Venezuela, acumuló 789 partidos con el uniforme de los salados. Además, el expelotero también tiene en su haber el récord de más veces al bate con 2.855 turnos. En el único departamento ofensivo del conjunto que no aparece el nombre del exjugador entre los primeros 10, es en el de jonrones. Ángel Bravo nunca fue un bateador de poder, solo conectó 9 cuadrangulares durante su larga carrera con La Guaira, sin embargo la habilidad de sus muñecas y la capacidad de batear a la banda contraria, combinada con su velocidad, lo llevaron a liderar en los otros departamentos ofensivos.
Luego de tres décadas de su retiro, es el dueño de la marca de bases robadas, con 112. Su más cercano perseguidor activo en la franquicia, es Grégor Blanco, quien ha estafado 61 almohadillas con el uniforme escualo. Bravo también dejó inscrito su nombre en la casilla de hits, con 829, es el segundo en ese renglón. Solo superado por Luis Salazar, quien conectó 834 sencillos.
El ex jardinero, además es el actual líder de la franquicia en triples, con 32. Bravo también aprovechó la velocidad que lo caracterizaba y contectó 95 dobles (quinta mejor marca) y sus conexiones, casi siempre, eran oportunas. Gracias a ello, el veterano, quien hoy comparte sus conocimientos de cómo pararse en home y de que manera agarrar el madero para tener mejores resultados, logró impulsar 201 carreras con los salados.
Fue exaltado al Salón de la Fama del Béisbol Venezolano en 2010.